# Ruda Wschodnia Wąskotorowa
Ruda Wschodnia Wąskotorowa – dawna wąskotorowa stacja kolejowa w Rudzie Śląskiej, w województwie śląskim, w Polsce. Stacja była zlokalizowana w kilometrze 8,18 linii Bytom Karb Wąskotorowy - Maciejów Śląski oraz w kilometrze 0 linii Ruda Wschodnia Wąskotorowa - Zgoda (ładownia) i kilometrze 0 linii Ruda Wschodnia Wąskotorowa - Ruda Wirek Nowowiejski Wąskotorowy.